# Монастир Різдва Божої Матері Чину святого Василія Великого (Улашківці)
Монастир Різдва Божої Матері Чину святого Василія Великого в Улашківцях — парафія і храм греко-католицької громади Бучацької єпархії Української греко-католицької церкви в селі Улашківці Чортківського району Тернопільської области.
Церква та дзвіниця монастиря оголошені пам'ятками архітектури місцевого значення (охоронні номери 1755/1, 1755/2).

## Історія
За переказами, монахи, які прибули до села Звиняч у 1240 році, з 1315 року оселилися в печерах Улашківців, де продовжили своє чернече життя. Монастир діяв із XIV століття до 1946 року, після чого відновив свою роботу у 1990 році. З XVIII століття він належить до УГКЦ.
У 1738 році було збудовано монастирські приміщення, а в 1856-му — монастирський храм за проєктом Адальберта Гаара. У 1739 році монастир приєднали до Чину Святого Василія Великого. У 1765 році родина Раціборських передала храму чудотворну ікону Пресвятої Діви Марії, написану за зразком Белзької (Ченстоховської) Богоматері.
У 1946 році радянська влада закрила монастир, а ченців відправила на заслання. У радянський період у церкві був склад, а в монастирі — гуртожиток і клуб. У 1990 році монастир відновив свою діяльність.
У період 1995–2002 років монастир обслуговував парафію села Милівців та хутора Жмиків. У 2008 році розпочалося будівництво нового корпусу обителі.
У храмі зберігаються чудотворні ікони Пресвятої Богородиці Улашківської та Предтечі Івана Хрестителя. Також тут є мощі Предтечі Івана Хрестителя, священномученика Йосафата Кунцевича та частинки Животворящого Хреста Господнього.
Монастир і його парафія мають статус відпустового місця. При парафії діють братство, сестринство та Вівтарна дружина. У власності монастиря перебувають будівлі, храм, дзвіниця, руїни стародавнього печерного монастиря та господарські споруди. На території парафії облаштовано Хресну дорогу.

## Настоятелі
- о. Віталій Брилинський (1740 вивезений у Росію)
- о. Пахомій Негребецький
- о. Йосафат Лозинський
- о. Віктор Ярембковський
- о. Лев Подсонський
- о. Іларіон Лонтовський
- о. Онуфрій Крижановський (†24.03.1793)
- о. Макарій Татаркевич (†20.03.1826 в Улашківцях)
- о. Авксентій Кулінич
- о. Інокентій Кундрат
- о. Павло Древницький
- о. Ігнатій Нагурський (†3.10.1866 в Улашківцях)
- о. Самуїл Чарноруцький
- о. Ізидор Коржинський
- о. Амврозій Тарчанин
- о. Леонтій Осмільовський
- о. Юліян Телішевський (†10.01.1883 в Улашківцях)
- о. Модест Бущак (†9.03.1896 в Улашківцях)
- о. Мирон Хмілевський
- о. Маркіян Шкірпан
- о. Аркадій Мурій
- о. Єремія Ломницький
- о. Мирон Хмілевський
- о. Йосиф Пеленський
- о. Макарій Каровець
- о. Євстахій Турковид
- о. Пасив Кисіль
- о. Вартоломей Сенюта
- о. Виссаріон Фідик
- о. Сильвестр Журавецький
- о. Єронім Галабарда
- о. Юліян Дацій
- о. Веніамин Розгін
- о. Панкратій Савицький
- о. Павло Олінський
- о. Андрій Явдощак (1990—1991)
- о. Теодосій Крецул (1991—2016)
- о. Власій Фуц (2016—2024)
- о. Іван Петришак (від 2024)